# Médaille du Mur de l'Ouest
La médaille du Mur de l'Ouest (en allemand, Deutsches Schutzwall-Ehrenzeichen) est une décoration militaire du Troisième Reich, créée en 1939, pour récompenser les participants à la défense de l'Allemagne, sur la frontière ouest.

## Historique
Créée le 2 août 1939 elle récompense les militaires désignés pour construire les fortifications à la frontière ouest de l'Allemagne, et les troupes y ayant servi jusqu'en mai 1940, et plus particulièrement la Ligne Siegfried (Westwall).
En 1944, alors que l'Allemagne prévoyait l'arrivée des troupes Alliées, un deuxième badge fut décerné à ceux ayant participé aux fortifications plus récentes de la frontière ouest.

## Description
La médaille était ovale en cuivre foncé, figurant le toit d'un bunker, surmonté d'une épée et d'une pelle entrecroisées et d'un aigle nazi, le tout entouré par une couronne de feuilles de chêne.
Au verso, était écrite l'inscription : « Für Arbeit zum Schutze Deutschlands » (« Pour avoir travaillé à la défense de l'Allemagne »).
Le ruban était marron avec deux rayures blanches sur les côtés.
La seconde médaille était en zinc foncé, avec en plus la date 1944.

## Récipiendaires
En tout, 622 064 médailles ont été distribuées.